# Ридентон, Мэттью
Мэттью Джордж Роберт Ридентон (англ. Matthew George Robert Ridenton; 11 марта 1996, Окленд, Новая Зеландия) — новозеландский футболист, полузащитник клуба «Ньюкасл Юнайтед Джетс» и сборной Новой Зеландии.

## Клубная карьера
Ридентон - воспитанник клуба «Окленд Сити» из своего родного города. В 2013 году он перешёл в «Веллингтон Феникс». 6 декабря в матче против «Перт Глори» он дебютировал в A-Лиге. 13 ноября 2015 года в поединке против «Аделаида Юнайтед» Мэттью забил свой первый гол за «Веллинтон Феникс».

## Международная карьера
В 2013 году в составе юношеской сборной Новой Зеландии Мэттью принял участие в юношеском чемпионате мира в ОАЭ. На турнире он сыграл в матчах против команд Уругвая, Италии и Кот-д’Ивуара.
30 мая 2014 года в товарищеском матче против сборной ЮАР Ридентон дебютировал за сборную Новой Зеландии.
В 2015 году Мэттью принял участие в домашнем молодёжном чемпионате мира. На турнире он сыграл в матчах против команд Украины и США.
В 2016 году Ридентон стал победителем Кубка наций ОФК в Папуа—Новой Гвинеи. На турнире он был запасным и на поле не вышел.

## Достижения
Международные
 Новая Зеландия
- Кубок наций ОФК — 2016